# Mus vulcani
Mus vulcani (Robinson & Kloss, 1919) è un roditore della famiglia dei Muridi endemico dell'isola di Giava.

## Descrizione

### Dimensioni
Roditore di piccole dimensioni, con la lunghezza della testa e del corpo di 95 mm, la lunghezza della coda di 95 mm, la lunghezza del piede di 21 mm e la lunghezza delle orecchie di 18 mm.

### Aspetto
La pelliccia è densa e molto soffice. Le parti superiori sono color nocciola, cosparse di peli nerastri, con la base dei peli grigio scura, mentre le parti inferiori sono grigiastre, con dei riflessi giallo-brunastri particolarmente lungo la parte centrale. Le orecchie sono grandi, rotonde e praticamente prive di peli. Le zampe sono bruno-nerastre. La coda è lunga quanto la testa ed il corpo. Le femmine hanno tre paia di mammelle.

## Biologia

### Comportamento
È una specie terricola. 

## Distribuzione e habitat
Questa specie è endemica delle montagne della parte occidentale dell'isola di Giava.
Vive nelle foreste pluviali sempreverdi montane tra 2.000 e 3.000 metri di altitudine. Si trova anche nelle boscaglie subalpine.

## Conservazione
La IUCN Red List, considerato il suo areale limitato, classifica M.vulcani come specie vulnerabile (VU).